# 前623年
| 千纪： | 前1千纪 |
| 世纪： | 前8世纪 \| 前7世纪 \| 前6世纪 |
| 年代： | 前650年代 \| 前640年代 \| 前630年代 \| 前620年代 \| 前610年代 \| 前600年代 \| 前590年代                                                                                           |
| 年份： | 前628年 \| 前627年 \| 前626年 \| 前625年 \| 前624年 \| 前623年 \| 前622年 \| 前621年 \| 前620年 \| 前619年 \| 前618年                                                             |
| 纪年： | 周襄王二十九年 魯文公四年 齊昭公十年 晉襄公五年 秦穆公三十七年 宋成公十四年 楚穆王三年 衛成公十二年 陳共公九年 蔡庄侯二十三年 曹共公三十年 郑穆公五年 燕襄公三十五年 杞桓公十四年 |

## 大事记
- 公元1950年，首届“世界佛教徒友谊会”于科伦坡举办。会中议决：佛陀诞生于公元前623年。即佛陀乔达摩·悉达多诞辰年。
- 楚灭江。
- 晋伐秦。
- 秦穆公出征西戎，在函谷關以西一帶稱霸，史稱「稱霸西戎」。

## 出生
- 叔梁紇